# Kangling
Le kangling (tibétain : རྐང་གླིང་།, Wylie : rkang gling), est un instrument à vent de la famille des aérophones qui se  traduit littéralement par « jambe » (kang) « flûte » (ling), le nom tibétain d'une trompette ou d'un cor. Cette petite trompe tibétaine en os,  ne doit pas être confondue avec le hautbois tibétain nommé gyaling ni avec ceux des Mongols, les bishgüür, ever buree et bayalag buree.

## Histoire

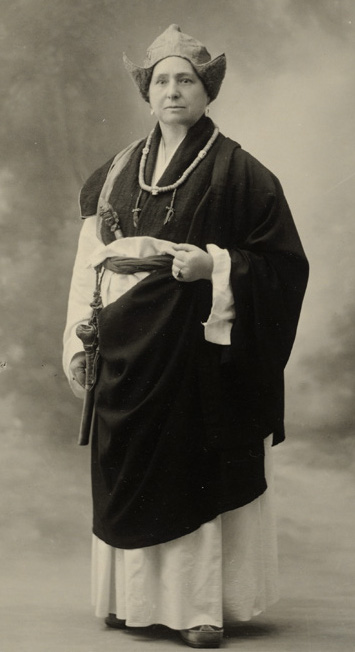
Alexandra David-Néel en 1933 avec un kangling accroché à son vêtement. Photo de Elisabeth Meyer

Une anecdote raconte que le premier Chonyi Gyatso, Chopa Lugu vécut dans la période du XVIIe au milieu du XVIIIe, au monastère de Kathok (Wylie : ka thog) une institution importante après celle de Samye, été fondé en 1159 par le maître nyingmapa Katok Dampa Deshek (Kadampa Déshek)[pas clair]. Ce moine se rendit célèbre pour avoir pourfendu une falaise en Chine en poussant des beuglements nocturnes accompagné de son rkang-gling, lors d'un pèlerinage en Chine (rgya nag brag bcad gcod pa)".

## Facture
Le kangling est fabriqué dans un fémur humain, utilisé dans le bouddhisme tibétain pour divers rituels chöd (tibétain : གཅོད, Wylie : gcod) ainsi que dans les funérailles animées par un chöpa. Le fémur d'un criminel ou d'une personne décédée par une mort violente est préféré, mais il peut aussi provenir d'un moine vénéré. Le kangling peut également être fabriqué avec du bois.

## Jeu
Le kangling n'est utilisé que dans les rituels chöd exécutés à l'extérieur du temple avec un chöd damaru et une cloche. Dans le tantrisme chöd, le pratiquant est motivé par la compassion, et il interprète le brouhaha comme une motivation, nécessaire pour invoquer des esprits affamés et des démons, afin de pouvoir satisfaire leur faim et ainsi soulager leurs souffrances. Preta (sanskrit : प्रेत) est le mot sanskrit, également connu sous le vocable de fantôme affamé, qui traduit ce caractère surnaturel, propre à l'hindouisme, au bouddhisme et au taoïsme. Le chöd est utilisé avec le kangling, avec un tambour à main chöd plus grand que le damaru, et d’autres accessoires de rituels comme les phurbas.